# 1BR
1BR é um filme de terror estadunidense de 2019 escrito e dirigido por David Marmor. O título é uma abreviatura de "um quarto", comumente vista em anúncios de imóveis. O filme estreou no Fantasia International Film Festival em julho de 2019 e foi lançado nos Estados Unidos em 2020.

## Elenco
- Nicole Brydon Bloom como Sarah
- Giles Matthey as Brian
- Taylor Nichols como Jerry
- Alan Blumenfeld como pai distante de Sarah
- Naomi Grossman como Janice
- Celeste Sully como Lisa
- Susan Davis como Miss Stanhope
- Clayton Hoff como Lester
- Earnestine Phillips como Esther
- Curtis Webster como Charles D. Ellerby

## Lançamento
O filme estreou no Fantasia International Film Festival em 18 de julho de 2019. Teve um lançamento limitado nos cinemas, antes de começar a ser transmitido no Netflix.

## Recepção
No Rotten Tomatoes, o filme tem uma classificação de aprovação de 86% com base em 72 resenhas, com uma classificação média de 6,60/10. O consenso dos críticos do site diz: "A narrativa ocasionalmente comum do 1BR é mais do que compensada por uma direção rígida, ideias interessantes e uma mistura eficaz de horror e drama pensativo". No Metacritic, o filme tem uma pontuação média ponderada de 56 em 100, com base em oito avaliações, indicando "críticas mistas ou médias".